# 원봉중학교
원봉중학교(圓峰中學校)는 충청북도 청주시 상당구 용암동에 있는 공립 중학교이다.

## 학교 연혁
- 1995년 3월 25일 : 원봉중학교 설립 인가 (8학급)
- 1996년 2월 14일 : 신축 공사 준공
- 1996년 3월 1일 : 초대 이상춘 교장 부임
- 1996년 3월 25일 : 원봉중학교 개교
- 1998년 11월 3일 : 33학급(특수학급 1학급) 인가
- 1999년 2월 10일 : 제1회 졸업식 (380명)
- 2022년 3월 2일 : 교육실습협력학교 운영(5년)
- 2023년 9월 1일 : 제12대 이정수 교장 부임
- 2024년 1월 5일 : 제26회 졸업식(298명) 졸업생 누계 9,912명
- 2024년 3월 4일 : 제29회 입학식(252명)
- 2024년 7월 10일 : 다목적 체육관 준공

## 참고 자료
- 원봉중학교 - 한국교육학술정보원 학교알리미